# یوسف مرادیان
یوسف مرادیان (زاده ۱۳۴۹ در تهران) بازیگر اهل ایران است.

## زندگی‌نامه
یوسف مرادیان در سال ۱۳۴۹ در تهران زاده شد. از کودکی در صداوسیمای کرمانشاه به عنوان بازیگر فعالیت کرد. وی با بازی در فیلم دوستان به دلیل ویژگی‌های ظاهری و به دلیل حرف و حدیث‌هایی مبنی بر صحبت چنگیز جلیلوند به جای او در این فیلم که نقش او یادآور محمدعلی فردین شده که بعدها به دلیل همین شباهت خسرو خسروشاهی به جای او صحبت کرد مشهور شد.
وی بازی در سینما را از سال ۱۳۷۵ با فیلم لاک‌پشت ساخته علی شاه‌حاتمی آغاز کرد.

## فیلم‌شناسی
- ترمینال غرب (۱۳۹۶)
- ماهورا (۱۳۹۵)
- متروپل (۱۳۹۲)
- یاسین (۱۳۹۲)
- رؤیای سینما (۱۳۹۰)
- سوگند (۱۳۸۷)
- موج سوم (۱۳۸۷)
- شاهزاده ایرانی (۱۳۸۴)
- رستگاری در هشت و بیست دقیقه (۱۳۸۳)
- سربازهای جمعه (۱۳۸۲)
- بوی گل سرخ (۱۳۸۰)
- غزل (۱۳۸۰)
- آقای رئیس‌جمهور (۱۳۷۹)
- آوازخوان (۱۳۷۹)
- دعوت به شام (۱۳۷۹)
- شب‌های تهران (۱۳۷۹)
- چریکه هورام (۱۳۷۸)
- دوستان (۱۳۷۸)
- رنجر فیلم (۱۳۷۸)
- لاک‌پشت (۱۳۷۵)

## سریال‌ها
- بوی خوش زندگی (۱۳۷۳)
- مردان آنجلس (۱۳۷۶–۷۷)
- مردان کوچک (۱۳۸۳)
- چه کسی به سرهنگ شلیک کرد؟ (۱۳۸۴)
- گلریزان (۱۳۸۵)
- چهل سرباز (۱۳۸۶)
- کارآگاه علوی ۲ (۱۳۸۷)
- شب هزار و یکم (۱۳۸۷)
- کلانتر ۳ (۱۳۸۸)
- رخصت (۱۳۹۳)
- همسفر خورشید (۱۳۹۴)
- از یادها رفته (۱۳۹۸)
- دردسرهای شیرین (۱۴۰۱)
- عالیجناب (رئالیتی شو) (۱۴۰۳)